# NGC 4544
NGC 4544 (другие обозначения — UGC 7756, MCG 1-32-110, ZWG 42.168, VCC 1624, PGC 41958) — спиральная галактика с перемычкой (SB0-a) в созвездии Девы. Открыта Эдвардом Свифтом в 1887 году.
Этот объект входит в число перечисленных в оригинальной редакции «Нового общего каталога».
Галактика обращена краем к наблюдателю. Масса газа в диске галактики оценивается в 0,79·109 M⊙, масса «толстого» и «тонкого» диска — соответственно в 2,08·109 M⊙ и 2,18·109 M⊙; вклад от центральной концентрации массы пренебрежимо мал. Характеристическая высота «тонкого» диска 1,4′′, «толстого» диска 7,1′′
Галактика является частью скопления Девы.